# Nick Palatas
 (mai 2020).
Si vous disposez d'ouvrages ou d'articles de référence ou si vous connaissez des sites web de qualité traitant du thème abordé ici, merci de compléter l'article en donnant les références utiles à sa vérifiabilité et en les liant à la section « Notes et références ».
Nicholas Edward Palatas, dit Nick Palatas, est un acteur américain, né le 22 janvier 1988 à Bethesda (Maryland).

## Biographie
Nick Palatas est apparu dans deux courts métrages, intitulé The Erogenous Zone et Love. Il a fait l'objet de plusieurs publicités. En 2009, il a joué Sammy Rogers dans le film Scooby-Doo : Le mystère commence et reprend le rôle dans Scooby-Doo et le Monstre du lac qui a été diffusé en octobre 2010. Nouveau venu dans la série Scooby-Doo, Nick Palatas a succédé à Matthew Lillard. En version française, sa voix est majoritairement doublée par Donald Reignoux.

### Vie privée
Nick a deux frères, Phillip Palatas et l'acteur Cameron Palatas. Il est le fils de la productrice et scénariste Vicki Palatas. Il a été marié de 2012 à 2019 à Marissa Denig (sœur de l'actrice Maggie Grace), avec qui il a une fille. Il a mis fin depuis des années à sa carrière d'acteur.

## Filmographie
| Année | Film                             | Rôle                    | Type          |
| ----- | -------------------------------- | ----------------------- | ------------- |
| 2007  | The Erogenous Zone               | Flip Power              | Court métrage |
| 2007  | Love                             | Un étudiant             | Court métrage |
| 2009  | Scooby-Doo : Le mystère commence | Sammy Rogers            | Téléfilm      |
| 2010  | Scooby-Doo et le Monstre du lac  | Sammy Rogers            | Téléfilm      |
| 2010  | True Jackson VP                  | Skeet (1 épisode)       | Série         |
| 2013  | School of Thrones                | Robb Stark (3 épisodes) | Série         |
| 2024  | White Ladybug                    | L'agent                 |               |

## Théâtre
2023 : Ken Ludwig's Sherwood